# Trials 2 - Second Edition
Trials 2 - Second Edition è un videogioco simulatore di guida/abilità della RedLynx. In Italia è edito da FX Interactive.